# NGC 5256
NGC 5256 sind zwei kollidierende Galaxien im Sternbild Großer Bär, welche etwa 377 Millionen Lichtjahre von der Milchstraße entfernt sind. 
Das Objekt wurde am 12. Mai 1787 von dem deutsch-britischen Astronomen Friedrich Wilhelm Herschel entdeckt.